# Solenostemon
Solenostemon – rodzaj roślin należący do rodziny jasnotowatych. 

## Systematyka
Uwagi taksonomiczne
Według nowszych ujęć taksonomicznych rodzaj ten nie jest wyróżniany. Dawniej włączane do niego gatunki zostały przeniesione do rodzaju Plectranthus L'Her..
Pozycja w systemie Reveala
Gromada okrytonasienne (Magnoliophyta Cronquist), podgromada Magnoliophytina Frohne & U. Jensen ex Reveal, klasa Rosopsida Batsch, podklasa jasnotowe (Lamiidae Takht. ex Reveal), nadrząd Lamianae Takhtajan, rząd jasnotowce (Lamiales Bromhead), podrząd Lamiineae Bessey in C.K. Adams, rodzina jasnotowate (Lamiaceae Lindl.), podplemię Plectranthinae Endl., rodzaj (Plectranthus L'Her.).

## Zastosowanie
Niektóre gatunki są uprawiane jako rośliny ozdobne. Dawniej zaliczany do tego rodzaju i często w Polsce uprawiany koleus Blumego Solenostemon scutellarioides (L.) Codd, to obecnie Plectranthus scutellarioides (L.) R. Br.